# 丹尼尔·伯纳姆
丹尼尔·赫德森·伯纳姆（英語：Daniel Hudson Burnham，1846年9月4日—1912年6月1日）也译作丹尼尔·哈得逊·彭汉、丹尼尔·伯恩罕、伯罕、伯汉姆等，是一名美国建筑师和城市规划师，他对美国城市摩天大楼的发展建设发挥了重要作用，以作为1893年芝加哥哥伦布纪念博览会建设项目负责人及关于城市规划的观点而闻名于世。

## 生平
丹尼尔·伯纳姆出生于美国纽约州杰斐逊县的亨德森，他随他的家人于1855年1月搬至芝加哥定居。1863年，其父母把他送到马萨诸塞州沃尔瑟姆新成立的教会神学院继续深造，备考大学入学考试。在参加哈佛大学和耶鲁大学的入学考试失利后，丹尼尔·伯纳姆回到芝加哥，在著名建筑师威廉·勒巴隆·詹尼手下工作。1872年，伯纳姆加入了卡特、德雷克与怀特的工作室，在那里他遇到了未来的合伙人约翰·韦尔伯恩·鲁特，一位天才的建筑师和办公室主任。伯纳姆急于创办自己的公司，一年后说服鲁特成为他的合伙人。鲁特主要负责设计，而伯纳姆则负责规划建筑内部的布局并组织业务。伯纳姆与鲁特发展成为美国建筑史上最杰出的公司之一，设计建造了近300座建筑，其中包括火车站、仓库、办公楼、住宅、军械库、学校、俱乐部和教堂。
丹尼尔·伯纳姆担任了1893年芝加哥博览会的设计总监，他与众多美国最著名的建筑师和设计师合作，设计建造了宏伟的新古典主义建筑，进行了基础设施改进和景观的美化，给博览会的参观者留下了深刻的印象，使得1893年芝加哥博览会成为美国19世纪最出色的博览会。本次博览会被认为是城市美化运动的灵感来源，也是美国现代城市发展的转折点。
1909年丹尼尔·伯纳姆与爱德华·贝内特合作完成的芝加哥规划被认为是城市规划史上的一个里程碑。它将这座城市视为一个与其环境相关的有机整体，而不是一个孤立的建筑群。该计划既有远见，又很详细，大胆地面对现代工业城市的复杂性，并认为可以找到解决方案，改善基础设施，缓解交通拥堵，提供开放空间，并以持久、有意义的方式改善居民的物质环境。保留湖边作为公共空间是伯纳姆的主要关注点之一，也是该计划最显著的成就之一。该规划被认为是第一份城市范围内的总体规划。
伯纳姆没有看到他芝加哥规划的任何方面实现，1912年6月1日他在国外旅行时死于食物中毒，被安葬在芝加哥的雅园公墓（Graceland Cemetery）。